# بياندار
بياندار (بالهندية: भाईंदर) هي مدينة من مدن الهند. يبلغ عدد سكانها 520301 نسمة حسب إحصائيات سنة 2001. يبلغ ارتفاع المدينة عن سطح البحر قرابة 20 متر.